# Западная Германия (регион)

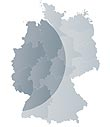
Западная Германия.

Западная Германия (нем. Westdeutschland) — регион на западе Германии.
Точного определения границ этого региона нет, но обычно под Западной Германией понимаются Северный Рейн-Вестфалия и Гессен. Саар и Рейнланд-Пфальц тоже иногда сюда включают, но обычно относят к юго-западной Германии. В политическом контексте под Западной Германией часто понимают «Боннскую республику» (ФРГ до 1990 года) в отличие от Восточной Германии — Германской Демократической Республики.

## География
На юге Западная Германии состоит из невысоких Рейнских Сланцевых гор, к западу от Айфель, а на востоке из Зауэрланда. Регион близ голландской границы характеризуется плоским ландшафтом. Западная Германия пересекает несколько рек, в том числе Рейн, Рур и Липпе. Самые высокие точки — Калер-Астен (842 метра) и Лангенберг (843 метра).

## История
После свержения Наполеона Западная Германия стала частью Пруссии. С времён промышленной революции и по сей день Рурская область стала одним из важнейших промышленных регионов Центральной Европы.

## Культура

### Язык
В Западной Германии говорят на Нижнефранкских, Западносредненемецких и Вестфальском диалектах.

## Религия
В отличие от протестантских северной и восточной Германии население западной Германии имеет смешанное население из католиков и протестантов.